# Richard Núñez
Richard Darío Núñez (Montevideo, 16 februari 1976) is een voormalig voetballer uit Uruguay, die bij voorkeur als aanvaller speelde. Hij beëindigde zijn loopbaan in 2015 bij Rampla Juniors. In het seizoen 2002/03 was hij namens Grasshopper Club Zürich met 27 goals topscorer van de Zwitserse Nationalliga. Behalve in Zwitserland en Uruguay speelde hij als prof in Mexico en Spanje.

## Interlandcarrière
Núñez kwam in totaal negen keer (geen doelpunten) uit voor de nationale ploeg van Uruguay in de periode 2003–2005. Onder leiding van bondscoach Juan Ramón Carrasco maakte hij zijn debuut op 7 september 2003 in de WK-kwalificatiewedstrijd tegen Bolivia (5-0).